# Мезосфера (мантия)
 Тази статия е за слоя на земната мантия.  За въздушния слой вижте Мезосфера.  
|              |
| Долна мантия |

Мезосфера (долна мантия) е частта на мантията разположена под астеносферата. От гледна точка на плейттектониката тя е пасивна и дори инертна по отношение на тектонските движения. Долната ѝ граница е на 2900 км и се нарича граница на Гутенберг, която също така е и граница на фазов преход. В долната част на мантията се намира един слой (D слой), в който скоростите на сеизмичните вълни са аномално ниски и има хоризонтални и вертикални хетерогенности. Предполага се, че е формиран от възходящото проникване на Fe и Ni в мантийните силикати от долната мантия, като в резултат на това се получават пакети от богати на желязо и никел силикатни топилки. Той е изключително важен, като някои изследователи предполагат, че парчетата от подпъхващата се плоча се натрупват на границата 660 км, а ако станат повече натежават и лавинообразно потъват към ядрото, като се натрупват в D слоя.
Терминът „мезосфера“ не се използва много в кръговете от геолози. Думата е позната като горен слой на атмосферата.